# Plaza de toros de Munera
La plaza de toros de Munera (Albacete) es una pequeña joya manchega que ha sido visitada por ilustres personalidades y objeto de inspiración de sonetos, pasodobles y obras pictóricas. Catalogada como de tercera categoría cuenta con un aforo de 3000 localidades.  En 2013 el coso taurino celebró su centenario.

## Historia
La historia taurina de Munera va ligada a varios nombres propios, uno de ellos es Pedro Fornés que fue empresario y propietario de la plaza de toros. Nombres propios como la mayoría de los toreros albaceteños que hicieron el paseíllo en el ruedo munerense: Rodalito, Montero, Pedrés, Cabañero, Redondo, Osuna o Amador. Otros diestros destacables cabe citar a: Manuel Granero, Manolo Martínez «El Tigre de Ruzafa, Pedro Barrera, Vicente Barrera Cambra, Juan Posada, Mondeño y Paquirri entre otros muchos.
Con anterioridad a la construcción de la plaza de toros, los festejos taurinos se celebraban en la plaza del pueblo simulando un ruedo con los carros. El poeta local Antonio Rosillo Játiva Aroja fue testigo de ellos y compuso una serie de décimas reales en las que se deja constancia de estos espectáculos.
La afición del municipio hizo posible que se levantara una plaza de obra, fue en 1913 cuando José Antonio Fornés decidió construir el coso completamente a sus expensas. Fornes inició las obras cerca del Cerro San Cristóbal, una plaza cuadrada por fuera y redonda por dentro. La inclinación de la superficie y la celeridad de las obras fue factor determinante para que a los pocos días de la inauguración se viniera abajo uno de los laterales.
La plaza se inauguró un 22 de septiembre de 1913, se lidiaron reses de la ganadería de Doña Ramona Flores, siendo el protagonista de la tarde el José Salvador “Pepillo”. Ya en 1920 se celebraron las primeras novilladas con picadores, y en 1935 la plaza registró un lleno absoluto para ver a la señorita torera Luisita Jiménez que se anunciaba en los carteles como “Viuda de Atarfeño”.
La primera corrida de toros que se celebró en la plaza de toros de Munera fue el domingo 24 de septiembre de 1961. Se anunciaron dos matadores albaceteños, José Gómez Cabañero y Emilio Redondo frente a reses de la ganadería de Juan Alonso Orduña de Campo de Criptana.

## Hitos
El coso manchego ha sido escenario de varias alternativas como por ejemplo Eusebio de la Cruz en 1970, Manuel de la Paz en 1987, Leopoldo Casasola en 2001 o José María Arenas en 2011.

## Feria Taurina
Munera celebra su feria en el mes de septiembre, en honor a su patrona la Virgen de la Fuente.